# Usechus chujoi
Usechus chujoi là một loài bọ cánh cứng trong họ Zopheridae. Loài này được Kulzer miêu tả khoa học năm 1960.